# Joseph Keilberth
Joseph Keilberth (19. april 1908 i Karlsruhe – 20. juli 1968 i München) var en tysk dirigent. Han startede sin karriere på Karlsruhe Staatstheater. I 1940 blev han chef for de tyske filharmonikere i Prag. Ved slutningen af 2. verdenskrig blev han chefdirigent for Dresden Staatskapelle. I 1949 blev han chefdirigent for symfoniorkestret i Bamberg, der bestod af fordrevne tyskere fra efterkrigstidens Tjekkoslovakiet. Han døde, mens han dirigerede Tristan og Isolde – ligesom Felix Mottl havde gjort det på samme sted i 1911.